# Majoros Kornél
Majoros Kornél, született Mayer (Zalaegerszeg, 1920. január 13. – Bátaapáti, 1944. november 28.) második világháborús magyar pilóta.

## Családja
Édesapja Majoros Kornél, édesanyja Kiss Jolán. Felesége Horváth Éva volt, akivel 1944. augusztus 21-én Zalaegerszegen kötött házasságot.

## Tanulmányok
Érettségijét a mai Zrínyi Miklós Gimnázium elődjében, a Deák Ferenc Reálgimnáziumban szerezte, majd a József Műegyetem Gépészmérnöki karán folytathatta volna tanulmányait, de ő inkább az 1939. november 5-én megnyitott Magyar Királyi Vitéz Nagybányai Horthy Miklós Honvéd Repülő Akadémiát választotta. Tanulmányainak végeztével, 1941. augusztus 20-án avatták hadnaggyá.

## Katonai szolgálat
1941. szeptember 1-jén kezdte el katonai szolgálatát, első egysége debreceni bázissal a 3. sz. bombázóezred köteléke volt, képzésének megfelelően, mely bombázópilótaként történt. Itt, majd később Veszprémben állt szolgálatban 1943-ig, ez évben került kivezénylésre a frontra. Frontszolgálata során a kurszki/harkovi térségben harcolt. 1944 nyarán került haza a frontról, több, mint 200 bevetéssel a háta mögött. Ekkorra már a Magyar Légierő legeredményesebb és legbátrabb pilótái közt tartották számon, számos alkalommal vezetett század-, illetve osztályerejű köteléket.
Tapasztalatára és eredményeire való tekintettel elöljárói a Repülő Kísérleti Intézethez vezényelték, ám 1944 novemberében már ismét harci bevetésekben vállalt részt az Intézet 102/3. Villám századának tagjaként. Ezek a bevetések már a Magyarországon területén folyó harcok részét képezték. Gépe egy dél-magyarországi bevetés során kapott találatot, emiatt kényszerleszállást hajtott végre, ami sikertelenül végződött, a gép lezuhant és ő lövésztársával, Szűts Károllyal együtt életét vesztette. A bátaapáti temetőben nyugszanak. Majoros Kornél emlékét szülővárosában, Zalaegerszegen két emléktábla is őrzi, egyik a szülőházán.

## Repült gépek
- Junkers Ju 88 A
- Junkers Ju 88 C
- Messerschmitt Me 210 C

## Kitüntetései
- Magyar Érdemrend lovagkeresztje (1922) hadiszalagon a kardokkal
- 3 Katonai Érdemérem (Signum Laudis):
  - Dicsérő Elismerés bronz fokozata
  - Dicsérő Elismerés ezüst fokozata
  - Dicsérő Elismerés fokozata ezüst ismétlőpánt
- Tűzkereszt I. fokozata koszorúval és kardokkal, egy sebesülési pánttal
- Felvidéki Emlékérem
- Német I. osztályú Vaskereszt
- Német II. osztályú Vaskereszt